# Sant Martí de Caudiers
Sant Martí de Caudiers és l'església parròquial del poble, i de la seva comuna, de Caudiers de Conflent, de la comarca d'aquest nom, a la Catalunya del Nord.
Està situada al bell mig del poble de Caudiers, a l'esquerra del Rec de Caudiers, en una posició lleugerament elevada.

## Història
L'església original de Caudiers, esmentada documentalment des del 1279, va ser destruïda en el marc de les guerres de religió a França del segle xvi, que deixaren el municipi despoblat. No fou reconstruïda fins al segle xvii, quan Caudiers fou rehabilitat per vuit persones provinents d'Aiguatèbia. L'església va ser reconsagrada el 12 d'octubre del 1683, i fou constituïda en parròquia vora cinquanta anys més tard, com ho evidencia la carta que el bisbe Jean de Gramond de Lanta va fer el 16 d'octubre del 1731: 
| « | L'église St Martin de Caudiès était ab antiquo de la paroisse d'Aiguatébia, chargé d'y administrer les sacrements; à l'origine huit familles seulement l'habitaient, émigrant en hiver à cause de la rigueur du climat; le curé d'Aiguatébia ne pouvit y aller en hiver qu'avec grand danger et il y a aujourd'hui vingt-autre familles. Antoine Ros, batlle du lieu, Paul Ros et Jean Monet consuls ont demandé l'érection de la paroisse et ont promis de construire un presbytère et de fournir l'église des objets nécessaires au culte; le curé d'Aiguatébia, Romain Morer, y consent et a déclaré renoncer aux revenus de son annexe. Attendu le péril des âmes et le danger des chemins, l'Evêque sépare de l'église d'Aiguatébia celle de St Martin avec tout le territoire de Caudiès et l'érige en paroisse, donnant faculté aux habitants d'établir un cimetière, des fonts-baptismaux, un campanile avec des cloches, etc.; il attribue au curé, qui la desservira, les revenus que percevait le curé d'Aiguatébia, auquel il réserve une pension de 10 sols et le droit de célébrer la grand'messe le jour de St Martin. | » |
| — | |   |

El 21 del mateix mes prenia possessió el primer rector, Pierre Besombes.

## Arquitectura i decoració
L'església va ser construïda en granit, sobre les ruïnes del Castell de Caudiers. És de planta rectangular, i l'absis és quadrat. La portalada és senzilla, amb una pedra amb data del 1683, situada a la façana sud, com és de consuetud. Sobre la nau s'alça el campanar d'espadanya, de dues obertures, rematat per una campana en una estructura metàl·lica.
Hi destaquen la capella del Roser (1701), una pila baptismal de començaments del segle xviii, dues imatges del Crist i algunes estatuetes del xviii.